# Edith Stein
Edith Stein of Teresa Benedicta a Cruce (Breslau, 12 oktober 1891 – Auschwitz-Birkenau, vermoedelijk 9 augustus 1942) was een rooms-katholieke Joods-Duitse filosofe en kloosterzuster van de Ongeschoeide Karmelieten. Vermoord door de nazi's, werd ze in 1998 heilig verklaard.

## Levensloop
Edith Stein werd als jongste van elf kinderen geboren in een orthodox joodse familie. In 1904 werd ze, naar eigen zeggen onder invloed van moderne denkers en de biologische wetenschap, atheïste. Zij studeerde Duits, filosofie, psychologie en geschiedenis aan de universiteiten van Breslau, Göttingen en Freiburg im Breisgau. In april 1915 werd ze vrijwillig Rode Kruisverpleegster in Mährisch-Weisskirchen en kreeg voor haar inzet bij de behandeling van besmettelijke zieken een Rode Kruismedaille. Na deze dienst van zes weken gaf ze korte tijd les aan een school in Breslau. Na de verdediging van haar proefschrift in 1916 op het thema Zum Problem der Einfühlung werd zij wetenschappelijk medewerkster van haar promotor Edmund Husserl in Freiburg. Na de Eerste Wereldoorlog werd ze militante voor de Democratische Partij.
Na positieve ervaringen met katholieken als Max Scheler en Evangelische Christenen als Adolf Reinach en zijn vrouw Anna betekende de kennismaking met de autobiografie van de heilige Theresia van Ávila een keerpunt in haar leven. Stein bekeerde zich tot het katholicisme, liet zich op 1 januari 1922 in Bergzabern dopen, gaf haar assistentschap op en ging in de Palts aan het werk op een meisjesschool van de dominicanessen te Speyer.
In 1932 verhuisde ze naar het Instituut voor Pedagogiek in Münster, waar ze les gaf en intensief de kerkleraar Thomas van Aquino bestudeerde, hopende het Thomisme te kunnen verenigen met de fenomenologie van Husserl. Hier vertaalde ze ook Thomas' tractaat "Over de waarheid" (De veritate) in het Duits. In 1933 werd haar door de nazi's verboden om nog te doceren. Op 15 april 1934 trad zij in bij de orde van de ongeschoeide karmelietessen in Keulen en nam de kloosternaam Teresa Benedicta a Cruce aan. Twee jaar later liet ook Ediths zus Rosa zich dopen. Op 21 april 1935 legde ze haar tijdelijke geloften af en op 21 april 1938 haar eeuwige geloften.

## Vervolging
Als Jodin viel Edith Stein onder het in 1933 in werking tredende "Berufsbeamtengesetz" en moest zij haar baan in Münster opgeven.
In een brief aan paus Pius XI vroeg zij hem het nationaalsocialisme te veroordelen. Volgens het persbureau ZENIT was dat ook wat de pauselijke nuntius in Duitsland was opgedragen te doen door Eugenio Pacelli, de latere paus Pius XII, in een brief van 4 april 1933. Drie dagen daarvoor werden echter nog hulpverzoeken van Duitse burgers afgewezen. Kort daarvoor hadden de nationaalsocialisten tot een boycot van Joodse winkels opgeroepen als wraak voor een Joods-Amerikaanse oproep tot boycot van Duitse goederen wegens de benoeming van Hitler tot Rijkskanselier.
Edith Stein verhuisde in 1938 naar het Karmelietessenklooster in het Nederlandse Echt in een poging zo aan de Jodenvervolging te ontsnappen. Een jaar later volgde ook haar zus Rosa. Twee jaar na de Duitse bezetting van Nederland werden beiden op 2 augustus 1942 opgepakt door de Gestapo en via kamp Westerbork -- waar de Karmelietes werd opgemerkt door de eveneens geïnterneerde Etty Hillesum -- naar Auschwitz gedeporteerd. Deze actie van de Gestapo paste in een landelijke vergeldingsactie na een herderlijk schrijven van 20 juli 1942 van de gezamenlijke bisschoppen van Nederland, waarin ze de deportatie van Joden aanklaagden. Een week na hun arrestatie, op 9 augustus, werden de twee zusters in Birkenau vergast.
Men zegt dat Stein de kans om vanuit Echt naar Zwitserland te ontsnappen heeft laten schieten omdat zij haar zus Rosa niet mee zou kunnen nemen.

## Heiligverklaring
Op 1 mei 1987 werd zij door paus Johannes Paulus II zalig verklaard in Keulen en op 11 oktober 1998 heilig. De paus typeerde haar als "dochter van Israël en trouwe dochter van de Kerk". Zij geldt samen met Catharina van Siena en Birgitta van Zweden als beschermheilige van Europa. Haar kerkelijke feestdag is 9 augustus, de dag van haar dood.

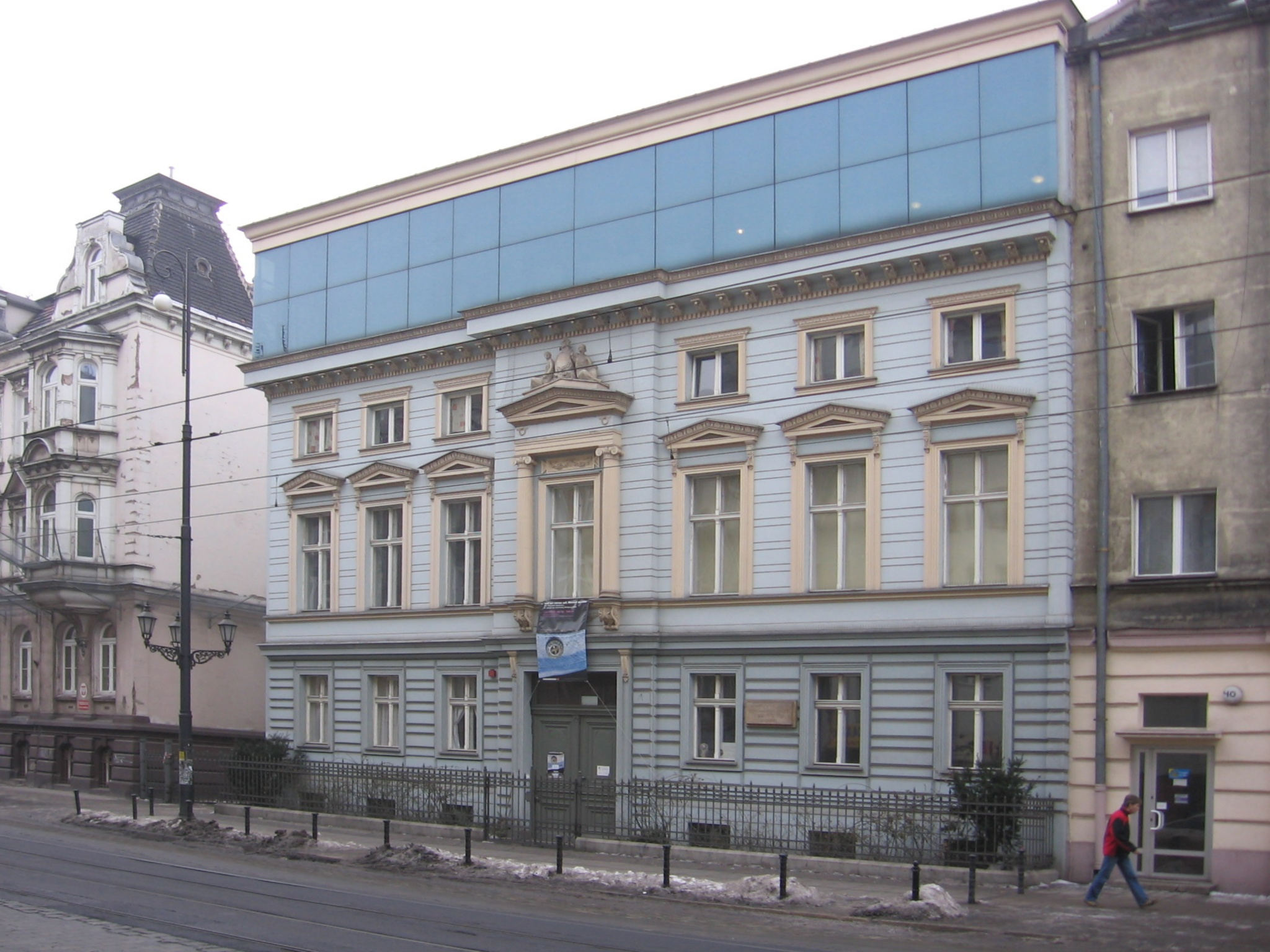
Huis in Wrocław (Breslau) waar de familie Stein woonde
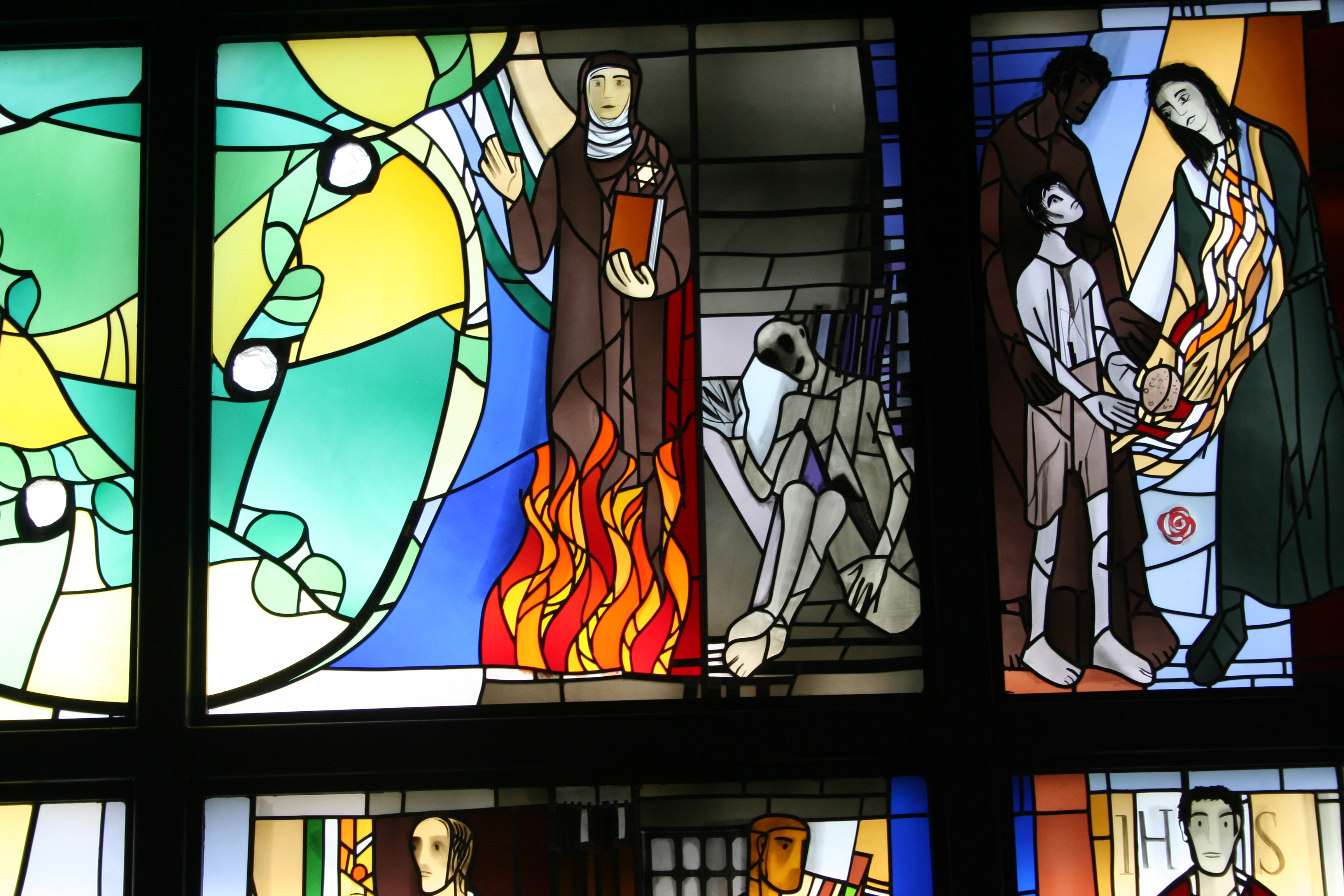
Edith Stein en Maximilian Kolbe, glas-in-lood door Alois Plum in Kassel
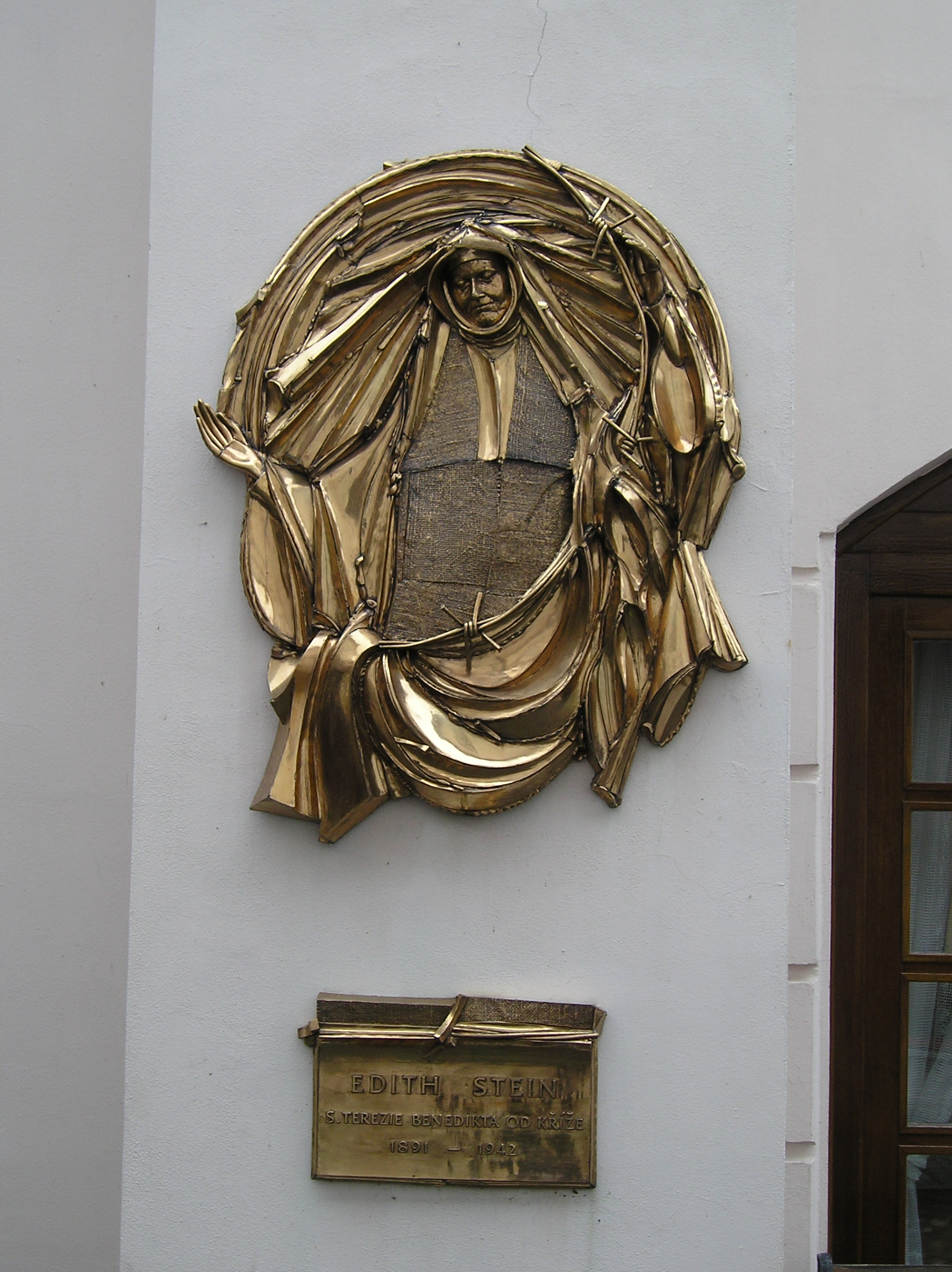
Reliëf van Edith Stein in Praag
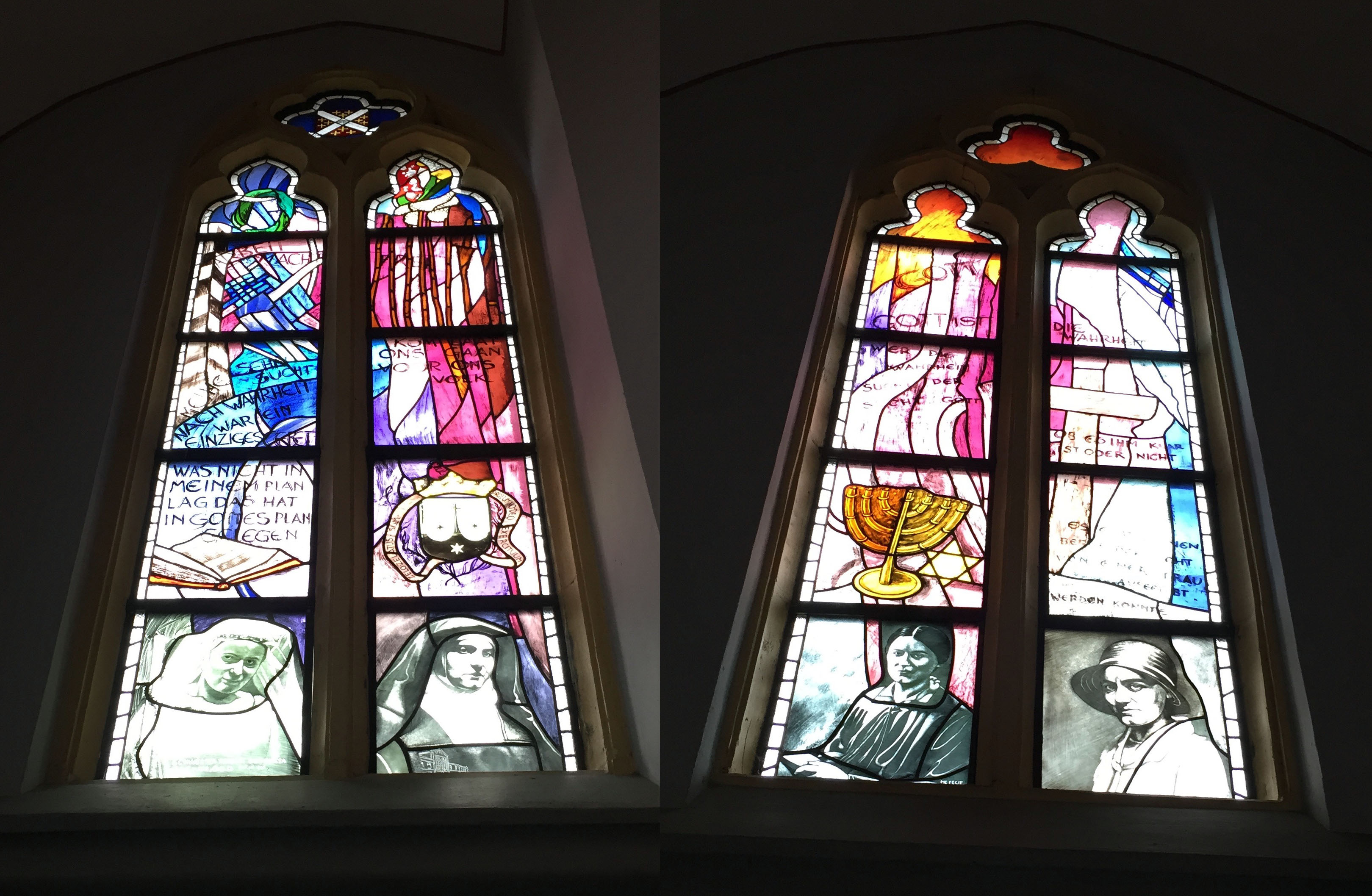
Ramen in de Sint-Landricuskerk te Echt die episodes uit het leven van Edith Stein tonen

## Vernoemingen
- Een scholengemeenschap van tien Gentse scholen is naar haar genoemd.
- In Den Haag is het 'Internationaal College Edith Stein' gevestigd.
- Kapel in Nieuw-Bergen (Limburg).
- De parochiale eenheid in het bisdom Brugge die de Kortrijkse deelgemeenten Marke, Aalbeke, Bellegem, Rollegem en Kooigem omvat is naar haar vernoemd.
- De parochiale eenheid in het  bisdom Gent die de parochies De Pinte, Zevergem, Sint-Martens-Latem en Deurle omvat werd in 2018 naar Edith Stein vernoemd.[4]
- De parochiecluster van Bunde, Geulle, Moorveld en Ulestraten is vernoemd naar Edith Stein.
- De parochie van de H. Landricus te Echt (Limburg) kreeg op 25 juni 2017 Edith Stein als tweede patroonheilige. Sindsdien heet de parochie: Parochie HH. Landricus en Edith Stein te Echt.
- Het voormalig raadhuis van Echt is in 2019 omgebouwd tot Cultuurhuis Edith Stein. In dit gebouw bevindt zich onder andere het Museum van de Vrouw, dat aandacht aan Stein geeft.
- In Enschede is sinds 2015 een gebouwencomplex van de Saxion Hogeschool naar haar vernoemd. Daarvoor was het de naam van Pabo Edith Stein/OCT in Hengelo

## Prijs
De Edith-Stein-Prijs waarmee een geldbedrag van € 5.000 en een medaille gemoeid zijn, wordt sinds 1995 tweejaarlijks toegekend.
- 1995 Eduard Lohse
- 1997 Joop Bergsma
- 1999 Leonore Siegele-Wenschkewitz
- 2001 postuum Maximiliaan Kolbe, een Poolse Franciscaanse broeder
- 2003 Bruno-Hussar stichting
- 2005 Josef Homeyer, de voormalige bisschop van Hildesheim